# Endocrossis
Endocrossis is een geslacht van vlinders uit de familie van de grasmotten (Crambidae), uit de onderfamilie van de Spilomelinae. De wetenschappelijke naam van dit geslacht is voor het eerst voorgesteld door Edward Meyrick in een publicatie uit 1889.

## Soorten
- Endocrossis flavibasalis (Moore, 1867)
- Endocrossis kenrickalis (Viette, 1960)
- Endocrossis kenricki Swinhoe, 1916
- Endocrossis lanatalis (Viette, 1960)
- Endocrossis quinquemaculalis Sauber, 1899